# 9106 Yatagarasu
9106 Yatagarasu eller 1997 AY1 är en asteroid i huvudbältet som upptäcktes den 3 januari 1997 av den japanska astronomen Takao Kobayashi vid Ōizumi-observatoriet. Den är uppkallad efter den mytologiska kråkan Yatagarasu.